# Сербы-католики
Сербы-католики («сербы Римско-католического вероисповедания») — этнические сербы, перешедшие в католицизм. По языку и обычаям немного отличаются от хорватов,, однако в настоящее время существует тенденция причислять сербов-католиков к хорватам по религиозному признаку.

## История
Сербы-католики состоят из нескольких небольших групп — шокцы («папиштанцы»), буневцы, карашевцы, «латины» (на территории Турции). Также существует группа сербов-католиков в Далмации (в частности, в Дубровнике).
В начале 20 века шокцы (одна из групп сербов-католиков) перешли в православие.
Со времён средневековья много сербов-католиков было в Далмации, Славонии, Боснии и Албании.
На территории Албании ещё в 19 веке существовала община из 10 деревень в окрестностях Шкодера, которую населяли сербы, перешедшие в католицизм и позднее сменившие язык на албанский.

## Община в Далмации
В Хорватии (Дубровнике и Сплите) в 19 веке было популярно движение (в рамках панславизма), считавшее, что местное население, хотя и приняло католицизм, но не утратило связь с Сербией. В Сплите издавалась газета «Драшков рабош», пропагандировавшая цели движения. В конце 19 века движение подверглось репрессиям со стороны австрийских властей.

## Известные сербы-католики
- Марин Темперица, иезуит и лингвист из Дубровника
- Валтазар Богишич, учёный и писатель из Дубровника
- Медо Пуцич, дворянин и писатель из Дубровника
- доктор Луйо Бакотич, юрист и историк из Дубровника[5]
- Матия Бан, профессор и писатель из Дубровника
- доктор Ловро Павлович-Лучич, кнински юрист и политик из Книна, публиковавший заметки под псевдонимом «Серб-католик»
- доктор Иван Стоянович, католический священник и писатель из Дубровника